# Inkisus
Inkisus guti uralkodó a középső kronológia szerint az i. e. 22. század első felében élt. Ő az első Gutium királyai közül, aki a sumer királylistákon is szerepel, és mivel utódja Sarkalisarri fogságába esett, uralkodásának datálása Sarkalisarri mindenkori koronológiájától függ.